# Малгашки језик
Малгашки језик (малгашки: fiteny malagasy) је језик који припада аустронежанској породици, тачније барито скупини Најближе је сродан језицима који се користе на индонежанском делу Борнеа (међу осталима са маањанским језиком), даљње сродство повезује га са осталим аустронежанским језицима Индонезије.

## Класификација
Малгашки језик је најзападнији члан малајско-полинезијске гране аустронезијске језичке породице, групације која обухвата језике из Индонезије, Малезије и Филипина. Заправо, особеност малгашког у односу на оближње афричке језике већ су приметили рани научници, попут холандског учењака Адриана Реланда 1708. године.
Међу свим аустронезијским језицима, Дахл (1951) показао је да су малгашки и манјански - источно-баритански језик који се говори у централном Калимантану у Индонезији на острву Борнео - били посебно уско повезани. Овај језик је такође имао очигледан утицај из раног старомалајског. Даље, сматра се да постоји банту утицај или супстрат у мадагаскарској фонотактици.
Касније је Аделар (1995) сугерисао да речник малгашког језика такође садржи многе речи пореклом из Јужног Сулавеса. Даље доказе за овај предлог изнео је Бленч (2018).
| Децимални бројеви                             | 1           | 2      | 3     | 4      | 5     | 6     | 7     | 8         | 9        | 10              |
| --------------------------------------------- | ----------- | ------ | ----- | ------ | ----- | ----- | ----- | --------- | -------- | --------------- |
| Протоаустронезијски, око 4000. п. н. е.       | *isa        | *DuSa  | *telu | *Sepat | *lima | *enem | *pitu | *walu     | *Siwa    | *puluq          |
| Малгашки                                      | iray/isa    | roa    | telo  | efatra | dimy  | enina | fito  | valo      | sivy     | folo            |
| Манјански                                     | isa         | rueh   | telo  | epat   | dime  | enem  | pitu  | balu      | su'ey    | sapulu          |
| Кадазански                                    | iso         | duvo   | tohu  | apat   | himo  | onom  | tu'u  | vahu      | sizam    | hopod           |
| Дусански                                      | iso         | duo    | tolu  | apat   | limo  | onom  | turu  | walu      | siam     | hopod           |
| Тагалог                                       | isá         | dalawá | tatló | ápat   | limá  | ánim  | pitó  | waló      | siyám    | sampu           |
| Илокански                                     | maysá       | dua    | talló | uppát  | limá  | inném | pitó  | waló      | siam     | sangapúlo       |
| Чаморски                                      | maisa/håcha | hugua  | tulu  | fatfat | lima  | gunum | fiti  | guålu     | sigua    | månot/fulu      |
| Малајски (обухвата индонезијски и малезијски) | satu        | dua    | tiga  | empat  | lima  | enam  | tujuh | (de)lapan | sembilan | sepuluh         |
| Јавански                                      | siji        | loro   | telu  | papat  | limo  | nem   | pitu  | wolu      | songo    | sepuluh         |
| Тетумски                                      | ida         | rua    | tolu  | haat   | lima  | neen  | hitu  | ualu      | sia      | sanulu          |
| Фиџански                                      | dua         | rua    | tolu  | vā     | lima  | ono   | vitu  | walu      | ciwa     | tini, -sagavulu |
| Тонгански                                     | taha        | ua     | tolu  | fā     | nima  | ono   | fitu  | valu      | hiva     | -fulu           |
| Самоански                                     | tasi        | lua    | tolu  | fa     | lima  | ono   | fitu  | valu      | iva      | sefulu          |

## Историја
Малагашки језик није сродан са оближњим афричким језицима, већ је најзападнији члан малајско-полинезијске гране породице аустронезијских језика, ту чињеницу први је уочио још давне 1708. холандкси језикословац Адриан ван Реланд. Он је близак малајско-полинезијским језицима који се говоре по Индонезији, Малезији и Филипинима, најближи југоисточним Барито језицима који се говори на Борнеу, осим по својој полинезијској морфологији. Већина речи малгашког базичног вокабулара иста је као код мањанског, који се говори дуж реке Барито у јужном Борнеу. То упућује на чињеницу да су Мадагаскар први населили досељеници са Индонезијског архипелага, али ни до данас није јасно кад се и зашто та колонизација догодила. Касније су се ти досељеници мешали са досељеницима из источне Африке и Арапима.
Малагашки језик има доста посуђеница из Арапског и Банту језика (посебно Свахилија). Његова писана књижевност вероватно се појавила у 15. веку. Кад су Французи основали своју колонију Толанаро у 17. веку, они су код локалног становништва наишли на арапско-малагешко писмо у употреби познато као сорабе. Најстарији познати рукопис на сорабеу је мали малгашко-холандкси речник са почетка 17. века, а први пут објављен тек 1908. од стране Габриела Феранда, то писмо морало је по свим показатељима бити у употреби на југоистоку Мадагаскара већ у 15. веку.
Краљ Радама I (око 1810—1828), први писани представник Краљевине Мерино, добро упознат са сорабом, ипак је одлучио да уведе латинице на малгашком језику и позвао протестантско Лондонско мисионарско друштво да му помогне у томе оснивањем школа и цркава.
Мадагаскар има богату традицију усмене народне књижевности епови и легенде. Најпознатији национални епски је  'Ибонија' ' ', о истоименом малгашком народном јунаку.
Прва штампана књига на малгашком била је Библија, коју су превели на малгашки британски протестантски мисионари 1835. који су деловали на мадагаскарској висоравни. Први двојезични превод верског текста објавио је Етиен де Флакур који је објавио и први малгашки речник.

## Дијалекти
Малагашки језик има два основна дијалекта; Источни - којим углавном говоре Мерине и Западни којим углавном говоре Сакалаве. Та подела је логична последица географије Мадагаскара, јер је планински ланац по средини острва уједно и граница (изоглоса) дијалеката.

## Писмо
Малагашки алфабет је фонетски и врло једноставан, употребљава 21 слово из латинице: a, b, d, e, f, g, h, i, j, k, l, m, n, o, p, r, s, t, v, y, z.
Једине разлике су код слова i, које на крају речи постаје y, и код слова o, које се изговара као u.

## Примери малагашког језика
Доњи примери су из Источног дијалекта који је стандардни малагашки, у употреби у главном граду Антананариву и на централној висоравни, где живи племе Мерина.
| Српски                        | Малгашки                                          |
| ----------------------------- | ------------------------------------------------- |
| Да                            | Eny                                               |
| Не                            | Tsia ili Tsy (prije glagola)                      |
| Bok! kako si?                 | Manao ahoana!                                     |
| Како си                       | Salama!                                           |
| Добро сам, хвала              | Tsara fa misaotra.                                |
| Збогом!                       | Veloma!                                           |
| Молим                         | Azafady                                           |
| Хвала                         | Misaotra                                          |
| Добродошли                    | Tsisy fisaorana.                                  |
| Извињавам се                  | Azafady (sa rukom i šakom okrenutom prema zemlji) |
| Жао ми је                     | Miala tsiny                                       |
| Ко?                           | Iza?                                              |
| Шта?                          | Inona?                                            |
| Када?                         | Rahoviana?                                        |
| Где?                          | Aiza?                                             |
| Зашто?                        | Fa maninona?                                      |
| Како?                         | Ahoana?                                           |
| Колико?                       | Firy?                                             |
| Како се зовеш?                | Iza ny anaranao?                                  |
| Зато                          | Satria                                            |
| Не разумем                    | Tsy mazava, or tsy azoko.                         |
| Да, разумем                   | Eny, mazava (or azoko).                           |
| У помоћ!                      | Vonjeo!                                           |
| Да ли можете да ми помогнете? | Afaka manampy ahy ve ianao azafady?               |
| Где је тоалет?                | Aiza ny efitrano fivoahana? (Aiza ny W.C.?)       |
| Не знам малгашки              | Tsy mahay teny malagasy aho.                      |
| Жедан сам                     | Mangetaheta aho.                                  |
| Гладан сам                    | Noana aho.                                        |
| Уморан сам                    | Vizaka aho ili Reraka aho                         |
| Мокри ми се                   | Poritra aho.                                      |
| Свиђа ми се                   | Tiako...                                          |
| Волим те                      | Tiako ianao.                                      |
| Бројеви                       |                                                   |
| један                         | isa/iray                                          |
| два                           | roa                                               |
| три                           | telo                                              |
| четири                        | efatra                                            |
| пет                           | dimy                                              |
| шест                          | enina                                             |
| седам                         | fito                                              |
| осам                          | valo                                              |
| девет                         | sivy                                              |
| десет                         | folo                                              |
| једанаест                     | iraika ambin'ny folo                              |
| дванаест                      | roa ambin'ny folo                                 |
| двадесет                      | roapolo                                           |
| тридесет                      | telopolo                                          |
| четрдесет                     | efapolo                                           |
| педесет                       | dimampolo                                         |
| шездесет                      | enim-polo                                         |
| седамдесет                    | fitopolo                                          |
| осамдесет                     | valopolo                                          |
| деведест                      | sivifolo                                          |
| сто                           | zato                                              |
| двесто                        | roan-jato                                         |
| хиљаду                        | arivo                                             |
| десет хиљада                  | iray alina                                        |
| сто хиљада                    | iray hetsy                                        |
| милион                        | iray tapitrisa                                    |